# A.M.D.G.
A.M.D.G. is een compositie van Benjamin Britten, die werd voltooid op 30 augustus 1939. Het beoogde opusnummer 17 van deze componist is een toonzetting van een aantal gedichten van Gerard Manley Hopkins. Britten schreef het werk tijdens zijn verblijf in de Verenigde Staten in 1939; het zou in november van dat jaar uitgevoerd worden door een koor waarin Brittens levensgezel Peter Pears zong. De Tweede Wereldoorlog gooide roet in het eten. A.M.D.G. belandde op de plank en Britten trok het terug. Het opusnummer 17 werd gegeven aan zijn opera Paul Bunyan. Toch heeft Pears een aantal van onderstaande delen als losse liederen gezongen tijdens privévoorstellingen. Het werk zou haar eerste publieke uitvoering pas krijgen op 21 augustus 1984, niet in een concertzaal maar in de Purcell Room in Londen. Britten was toen zeven jaar eerder overleden.
A.M.D.G. staat voor Ad majorem Dei gloriam (To the greater glory of God/Tot meerdere eer van God). Dat motto is afkomstig van een groep rond de geschriften van Ignatius de Loyola waarvan Hopkins lid was. Het werk is geschreven voor sopraan, alten, tenoren en baritons.
Delen:
1. Prayer I
2. Rosa Mystica
3. God’s grandeur
4. Prayer II
5. O Deus, ego amo te
6. The soldier
7. Heaven-haven

## Discografie
- Uitgave Chandos: Finzi Singers o.l.v. Paul Spicer in 1995
- Uitgave Heritage: Cambridge University Choir
- uitgave EMI Group: London Sinfonietta Chorus o.l.v. Terry Edwards